# Portugalia na Letnich Igrzyskach Olimpijskich 1992
Portugalię na Letnich Igrzyskach Olimpijskich 1992 reprezentowało 90 zawodników: 68 mężczyzn i 22 kobiety. Był to 18 start reprezentacji Portugalii na letnich igrzyskach olimpijskich.

## Skład kadry

### Badminton
Mężczyźni
- Ricardo Fernandes – gra pojedyncza – 33. miejsce,
- Fernando Silva – gra pojedyncza – 33. miejsce,
- Fernando Silva, Ricardo Fernandes – gra podwójna – 17. miejsce,

### Judo
Kobiety
- Paula Saldanha waga do 52 kg – 7. miejsce,
- Filipa Cavalleri waga do 56 kg – 9. miejsce,
- Sandra Godinho waga do 72 kg – 20. miejsce,

Mężczyźni
- Rui Ludovino waga do 60 kg – 23. miejsce,
- Augusto Almeida waga do 65 kg – 13. miejsce,
- Rui Domingues waga do 71 kg – 22. miejsce,
- António Matias waga do 78 kg – 22. miejsce,
- Pedro Cristóvão waga do 86 kg – 21. miejsce,

### Jeździectwo
- Jorge Matias – skoki przez przeszkody indywidualnie – 83. miejsce,
- Vasco Ramires, Jr. – WKKW indywidualnie – 41. miejsce,
- António Ramos – WKKW indywidualnie – 46. miejsce,
- António Bráz – WKKW indywidualnie – 58. miejsce,
- Alberto Rodrigues – WKKW indywidualnie – nie ukończył konkurencji,
- Vasco Ramires, Jr., António Ramos, António Bráz, Alberto Rodrigues – WKKW drużynowo – 15. miejsce,

### Kajakarstwo
Mężczyźni
- José Garcia

K-1 500 m – odpadł w półfinale,
K-2 1000 m – 6. miejsce,
- José Silva, Joaquim Queiróz

K-2 500 m – odpadli w półfinale,
K-2 1000 m – odpadli w półfinale,
- Joaquim Queiróz, António Brinco, António Brinco, António Monteiro – K-4 1000 m – odpadli w półfinale,

### Lekkoatletyka
Kobiety
- Lucrécia Jardim

bieg na 100 m – odpadła w ćwierćfinale,
bieg na 200 m – odpadła w ćwierćfinale,
- Carla Sacramento

bieg na 800 m – odpadła w półfinale,
bieg na 1500 m – odpadła w półfinale,
- Fernanda Ribeiro – bieg na 3000 m – odpadła w eliminacjach,
- Albertina Dias – bieg na 10 000 m – 13. miejsce,
- Fernanda Marques – bieg na 10 000 m – nie ukończyła biegu finałowego,
- Conceição Ferreira – bieg na 10 000 m – nie ukończyła biegu finałowego,
- Manuela Machado – maraton – 7. miejsce,
- Aurora Cunha – maraton – nie ukończyła biegu,
- Marta Moreira – bieg na 400 m przez płotki – odpadła w eliminacjach,
- Marta Moreira, Lucrécia Jardim, Elsa Amaral, Eduarda Coelho – sztafeta 4 × 400 m – 8. miejsce,
- Isilda Gonçalves – chód na 10 km – 34. miejsce,
- Susana Feitor – chód na 10 km – nie ukończyła konkurencji (dyskwalifikacja),
- Teresa Machado – rzut dyskiem – 28. miejsce,

Mężczyźni
- António Abrantes – bieg na 800 m – odpadł w eliminacjach,
- Mário da Silva – bieg na 1500 m – odpadł w półfinale,
- Domingos Castro

bieg na 5000 m – 11. miejsce,
bieg na 10 000 m – nie ukończył biegu eliminacyjnego,
- Raimundo Santos – bieg na 5000 m – odpadł w eliminacjach,
- Carlos Monteiro – bieg na 5000 m – odpadł w eliminacjach,
- Fernando Couto – bieg na 10 000 m – odpadł w eliminacjach,
- Dionísio Castro – maraton – nie ukończył biegu,
- Joaquim Pinheiro – maraton – nie ukończył biegu,
- António Pinto – maraton – nie ukończył biegu,
- Pedro Rodrigues – bieg na 400 m przez płotki – odpadł w eliminacjach,
- João Junqueira – bieg na 3000 m z przeszkodami – odpadł w półfinale,
- Luís Cunha, Pedro Miguel Curvelo, Luís Barroso, Pedro Agostinho – sztafeta 4 × 100 m – odpadli w eliminacjach,
- José Paulo Mendes, Pedro Rodrigues, Álvaro Silva, Paulo Miguel Curvelo – sztafeta 4 × 400 m – odpadli w eliminacjach,
- José Urbano

chód na 20 km – nie ukończył konkurencji (dyskwalifikacja),
chód na 50 km – 25. miejsce,
- José Magalhães – chód na 50 km – 28. miejsce,
- José Pinto – chód na 50 km –  – nie ukończył konkurencji (dyskwalifikacja),
- Nuno Fernandes – skok o tyczce – 29. miejsce,

### Łucznictwo
Kobiety
- Ana de Sousa – indywidualnie – 26. miejsce,

### Pięciobój nowoczesny
Mężczyźni
- Manuel Barroso – indywidualnie – 53. miejsce,

### Pływanie
Kobiety
- Ana Alegria

100 m stylem dowolnym – 41. miejsce,
100 m stylem motylkowym – 36. miejsce,
- Ana Barros

100 m stylem grzbietowym – 36. miejsce,
200 m stylem grzbietowym – 24. miejsce,
- Joana Arantes

100 m stylem motylkowym – 39. miejsce,
200 m stylem motylkowym – 19. miejsce,
Mężczyźni'
- Paulo Trindade – 50 m stylem dowolnym – 36. miejsce,
- Artur Costa

400 m stylem dowolnym – 26. miejsce,
1500 m stylem dowolnym – 17. miejsce,
- Miguel Arrobas

100 m stylem grzbietowym – 42. miejsce,
200 m stylem grzbietowym – 34. miejsce,
- Alexandre Yokochi

100 m stylem klasycznym – 39. miejsce,
200 m stylem klasycznym – 25. miejsce,
- Miguel Cabrita

100 m stylem motylkowym – 46. miejsce,
200 m stylem motylkowym – 34. miejsce,
- Diogo Madeira

200 m stylem motylkowym – 29. miejsce,
200 m stylem zmiennym – 33. miejsce,

### Strzelectwo
Kobiety
- Carla Cristina Ribeiro – karabin pneumatyczny 10 m – 26. miejsce,

Open
- António Palminha – trap – 11. miejsce,
- Manuel da Silva – trap – 11. miejsce,
- João Rebelo – trap – 16. miejsce,

### Szermierka
Mężczyźni
- José Guimarães – floret indywidualnie – 52. miejsce,
- Rui Frazão – szpada indywidualnie – 60. miejsce,
- José Bandeira – szpada indywidualnie – 62. miejsce,
- Luís Silva – szabla indywidualnie – 40. miejsce,

### Tenis ziemny
Mężczyźni
- Bernardo Mota – gra pojedyncza – 33. miejsce,
- Emanuel Couto, Bernardo Mota – gra podwójna – 17. miejsce,

### Wioślarstwo
Mężczyźni
- Daniel Alves, João Fernando Santos – dwójki podwójne – 18. miejsce,

### Zapasy
Mężczyźni
- Paulo Martins – styl klasyczny waga do 82 kg – odpadł w eliminacjach,

### Żeglarstwo
- João Rodrigues – windsurfing mężczyźni – 23. miejsce,
- Eduardo Seruca, Hugo Rocha – klasa 470 – 24. miejsce,
- Fernando Bello, Francisco de Mello – klasa Star – 12. miejsce,
- António Correia, Luís Miguel Santos, Ricardo Batista – klasa Soling – 21. miejsce,